# A Countless Count
A Countless Count è un cortometraggio muto del 1915. Il nome del regista non viene riportato.

## Trama
Una ragazza ha già il fidanzato ma suo padre vuole per lei un conte come marito. Lei si rifiuta di incontrare il pretendente. Il padre, che non ha mai visto il conte, lo scambia con un irlandese che trova nel parco e invita l'uomo a cena. Quando in casa arriva il vero conte, la situazione precipita.

## Produzione
Il film fu prodotto dalla Essanay Film Manufacturing Company. Venne girato a Niles. Gilbert M. 'Broncho Billy' Anderson, fondatore della casa di produzione Essanay (che aveva la sua sede a Chicago), aveva individuato nella cittadina californiana di Niles il luogo ideale per trasferirvi una sede distaccata della casa madre. Niles diventò, così, il set dei numerosi western prodotti dall'Essanay.

## Distribuzione
Distribuito dalla General Film Company, il film - un cortometraggio di una bobina - uscì nelle sale cinematografiche USA il 1º luglio 1915.